# أركان العالم الأربعة

الرمز الفلكي لـ الأرض يمثل إما الأرباع الأربعة في العالم أو القارات الأربع.

تصور العديد من النظم الكوسمولوجية والمثيولوجية وجود أربعة أركان للعالم أو أربعة أرباع للعالم تقابل اتجاهات البوصلة الأربعة تقريباً (أو الانقلابان والاعتدالان في الفصول الأربعة). في مركز العالم قد يكمن جبل مقدس أو حديقة أو شجرة عالمية أو أي نقطة أخرى كبداية للخليقة. وغالباً ما تجري أربعة أنهار إلى زوايا العالم الأربعة، تروي الأرباع الأربعة للأرض وتزودها بالمياه.

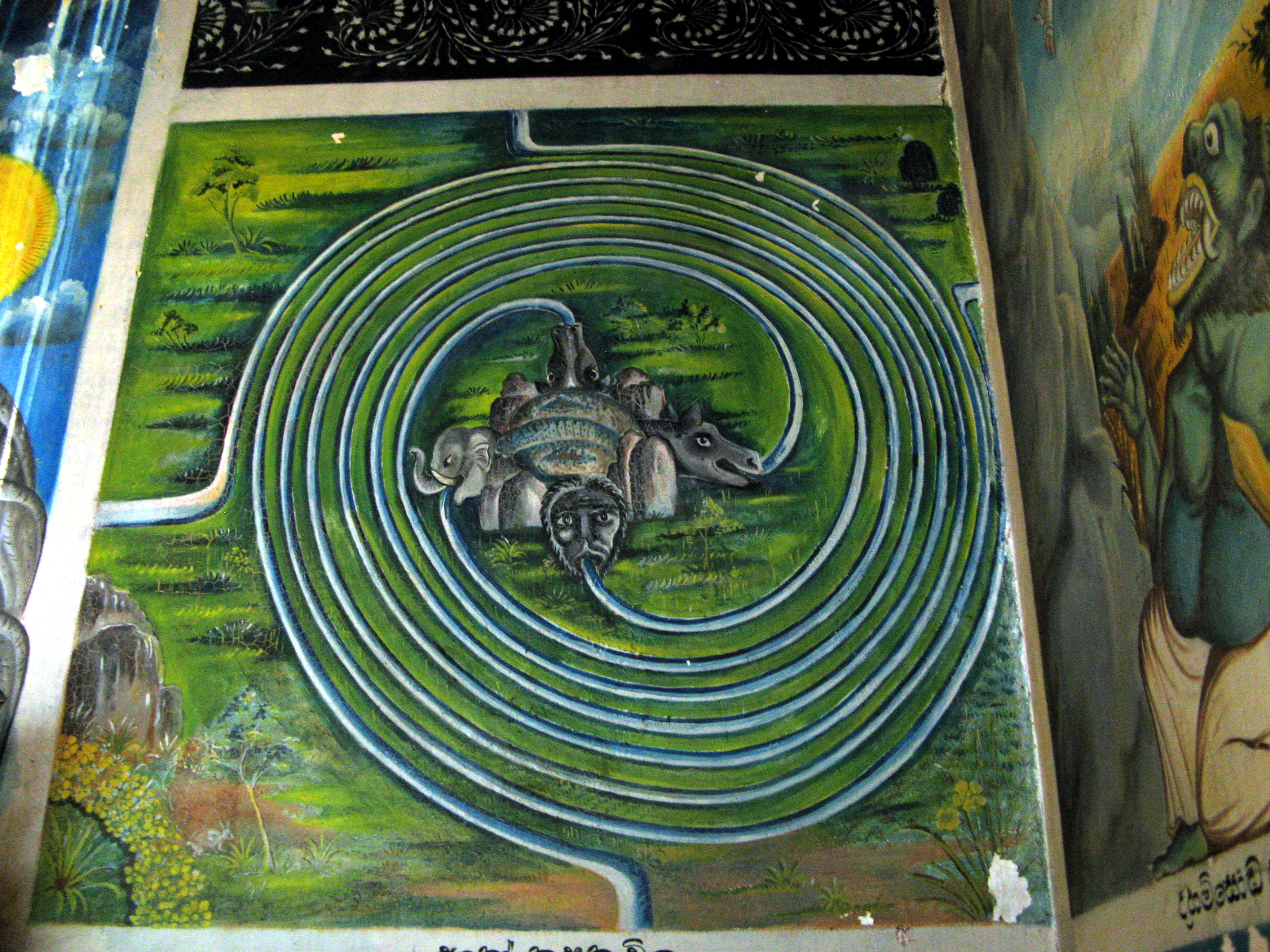
مفهوم التبت للأنهار الأربعة التي تقسم العالم إلى أرباع

في المسيحية واليهودية، يحدد العهد القديم (سفر التكوين، تكوين 2:8-14) جنة عدن والأنهار الأربعة مثل دجلة والفرات وبيشون وجيهون. حيث يجري نهر دجلة إلى آشور، والفرات إلى أرمينيا، وسيحون إلى هافيلا أو إيلام، جيحون إلى إثيوبيا.
في كوسمولوجيا بلاد ما بين النهرين، تحدد أربعة أنهار تتدفق خارج حديقة الخلق، والتي هي مركز العالم، أركان العالم الأربعة. من وجهة نظر الأكاديين، تميز الأفق الجغرافي الشمالي بـ سوبارتو، من الغرب مار.تو، ومن الشرق إيلام ومن الجنوب سومر؛ حكام لاحقون لبلاد ما بين النهرين، مثل كورش الكبير، كانت من بين ألقابه لوكال «كِب-را-آ-تي إر-بي-إت-تي» وتعني «ملك الزوايا الأربع».
في الهندوسية، يوجد في جبل كايلاش المقدس أربعة جوانب، تتدفق منها أربعة أنهار إلى أربعة أرباع العالم (وهي: الغانج، السند، أوكسوس (آمو داريا)، وشيتا (تاريم))، لتقسم العالم إلى أربعة أرباع. هناك رواية أخرى تصور وجود جبل سماوي يسمى (جبل ميرو) تدعمه أربع سلاسل جبلية أرضية تمتد في أربعة اتجاهات. تقع بينهما أربع بحيرات مقدسة، ينقسم من خلالها النهر السماوي إلى أربعة أنهار أرضية، تتدفق إلى الزوايا الأربعة وتروي الأرباع الأربعة للأرض. البوذية ودين بون التبتي لهما روايات مماثلة.